# Biafada
Le biafada est une langue sénégambienne de la Guinée-Bissau en Afrique de l'Ouest. Cette langue du peuple des Biafadas est désignée à travers diverses variantes de dénominations : Beafada, Bedfola, Biafar, Bidyola, Dfola, Fada. Le nombre de locuteurs du biafada a été estimé à 45000 en 2006.
D'un point de vue linguistique, le biafada est fortement influencé par le mandinka. 